# Spalgis takanamii
Spalgis takanamii är en fjärilsart som beskrevs av John Nevill Eliot. Spalgis takanamii ingår i släktet Spalgis och familjen juvelvingar. Inga underarter finns listade i Catalogue of Life.